# یوجینیو باربا
یوجینیو باربا (به ایتالیایی: Eugenio Barba) (زادهٔ ۲۹ اکتبر ۱۹۳۶ در بریندیزی ایتالیا)، کارگردان تئاتر و نویسنده اهل ایتالیا است که در دانمارک در شهر هولشتبرو زندگی می‌کند.
او مؤسس گروه تئاتر مطرح اودین تئاترت (Odin Teatret) و مدرسهٔ بین‌المللی انسان‌شناسی تئاتر است که هر دوی آن‌ها در هولستبروی دانمارک واقع شده‌اند.

## زندگی
در طول چهل‌وپنج سال گذشته یوجینیو باربا ۶۵ نمایش را با گروه اودین تئاترت و گروه تئاترو موندی کارگردانی کرده که آماده شدن برخی از آن‌ها دو سال طول کشیده‌است.
از جمله شناخته شده‌ترین کارهای او می‌توان به فرای (۱۹۶۹)، خانه پدری ام (۱۹۷۲)، خاکسترهای برشت (۱۹۸۰)، انجیل به روایت اوکزیرینکوس (۱۹۸۵)، تالابوت (۱۹۸۸)، ایتسی بیتسی (۱۹۹۱)، کائوسموس (۱۹۹۳) و میتوس (۱۹۹۸) اشاره کرد. برخی از کارهای اخیر او عبارتند از نمک (۲۰۰۲)، شهرهای بزرگ زیر نور ماه (۲۰۰۳)، رؤیای اندرسون (۲۰۰۵)، یور-هملت (۲۰۰۶) و دن ژوان در جهنم (۲۰۰۶) با همکاری گروه میدوست.
او در بهمن‌ماه ۱۳۹۵ به ایران سفر کرد و غیر از اجرای یک نمایش در تالار وحدت تهران، کارگاهی آموزشی نیز برگزار کرد. او در طی این سفر، در برنامه‌ای از شبکه چهار نیز حضور یافت.
نمایشنامه‌های درخت، نمک، ایتسی بیتسی، و کتابِ ایستر نوشتۀ یوجینیو باربا و دیگر اعضای گروه اودین تئاترت با ترجمۀ محسن تمدنی‌نژاد در نشر لِگا منتشر شده است.

## انصراف از جشنوارهٔ فجر
یوجینیو باربا که قرار بود در سی و هشتمین جشنواره بین‌المللی تئاتر فجر با نمایش «جولیوس سزار» در تهران به روی صحنه برود و به همراه گروه تئاتر اودین، کارگاه‌های تخصصی برگزار نماید٬ به دلیل جان‌باختن ۱۷۶ نفر در حادثهٔ سرنگونی هواپیمای مسافربری اوکراین توسط سپاه پاسداران، با انتشار نامه‌ای در ۲۴ دی ۱۳۹۸ از حضور در جشنواره فجر انصراف داد. «رومئو کاستالوچی» نیز که قرار بود به جشنواره بیاید، از حضور در جشنواره منصرف شد.
پیش از این تصمیم، جمعی از نویسندگان و هنرمندان ایرانی با انتشار نامه‌ای از یوجینو باربا و رومئو کاستالوچی خواسته بودند تا به جشنواره تئاتر فجر نروند.